# Virgili Soler Pérez
Virgili Soler Pérez (Alacant, 19??) va ser un dramaturg valencià, autor de comèdies en vers i en prosa de gènere còmic. Es va donar a conèixer, quan només tenia 15 anys, amb l'estrena de dues comèdies, les quals van tenir força èxit i van ser calorosament acollides pel públic. Soler va escriure, però, quatre comèdies més i alguns contes, un dels quals va ser premiat per un diari madrileny. Soler patia de paraplegia, la qual cosa el mantenia, sovint, confinat a la seva cambra d'estudi i de treball, de manera que només va poder presenciar, personalment i en directe, cinc o sis representacions teatrals de les seves pròpies obres.
El 20 de febrer de 1932, va ser coprotagonista, junt amb Miguel Hernández, amb qui sembla va mantenir una relació d'amistad, d'un reportatge publicat al setmanari madrileny Estampa titulat «Dos jóvenes escritores levantinos: el cabrero poeta y el muchacho dramaturgo». L'autor d'aquest text va ser Francisco Martínez Corbalán. Per aquest motiu, sovint, el nom del jove dramaturg Virgili Soler, se sol citar acompanyant el nom de Miguel Hernández. No obstant això, és molt poc el que se sap de l'evolució del precoç afany teatral d'aquest autor, ni de qualsevol altra qüestió relacionada amb la seva activitat literària o la seva vida personal.

## Obres
El 1931, Soler estrenà dues obres, les quals el van donar a conèixer en l'escena alacantina, ambdues van rebre molt bones crítiques al diari alacantí El Luchador. La primera, titulada ¡S ́ha perdut el foraster!, obra en un acte, escrita en vers i en valencià, s'estrenà el 8 de març al Salón España, per la companyia de Paco Hernández i Angel Mas, amb Lolita Millà com a primera actriu. Soler la dedicà al seu pare. La segona, No es això lo que yo vullc, obra en un acte, aquesta vegada escrita en prosa, s'estrenà el 20 de desembre, al mateix lloc que la primera, per la companyia de l'Angel Mas i Manolo Alvarez. Aquesta comèdia la dedicà al seu germà.